# Regina Mingotti
Regina Mingotti nata Valentini (Napoli, 6 febbraio 1722 – Neuburg an der Donau, 1º ottobre 1808) è stata un soprano italiano.

## Biografia
Figlia di un diplomatico austriaco, crebbe in un convento di Orsoline a Graz dove venne istruita al canto dalla badessa. Nel 1747 si sposò con Pietro Mingotti, un impresario teatrale con cui lavorò negli anni successivi soprattutto a Dresda dove divenne rivale di Faustina Bordoni, alla quale è succeduta insieme Teresa Albuzzi-Todeschini. Nel 1752 lasciò la Germania per trasferirsi alla corte spagnola di Madrid dove conobbe Farinelli. Visse gli ultimi anni di vita a Monaco di Baviera per poi spostarsi con il figlio a Neuburg sul Danubio, qui si spense nel 1808.